# Goražde
Goražde (in serbo Горажде?) è una città della Bosnia ed Erzegovina, capoluogo del Cantone della Podrinje Bosniaca, che sorge sulla riva sinistra del fiume Drina a nord dei monti Sandžak con 22.080 abitanti al censimento 2013.
Il territorio di Goražde è quello più orientale della Federazione di Bosnia ed Erzegovina, confina a nord, a est e a sud con la Repubblica Serba di Bosnia ed Erzegovina.
Goražde è raggiunta dalla strada statale 20 (E762) Ustiprača - Ragusa. Goražde si trova a 94 chilometri a est di Saraievo.

## L'assedio di Goražde
La città di Goražde è divenuta famosa per l'assedio da parte di truppe serbo-bosniache durato da maggio 1992 a dicembre 1995, durante la guerra in Bosnia e il massacro della primavera 1994.
Nel maggio 1993 gli Stati Uniti d'America dichiararono Goražde zona protetta. Nel marzo dell'anno successivo vi fu un'offensiva di fanteria (7000/14000 unità) da parte dei musulmani bosniaci a Ustiprača, importante nodo stradale nei pressi di Goražde. Nell'offensiva vennero incendiati sei villaggi serbi.
Tra la fine di marzo e l'inizio di aprile partì la controffensiva serba. I serbi di Bosnia, in possesso di postazioni di artiglieria sulle colline, bombardarono incessantemente la città per diversi giorni; testimonianze di radioamatori indicano un ritmo di tre granate al minuto. Le case vennero colpite direttamente da due carri armati posizionati sulla riva destra della Drina. Le vittime furono 300 morti e 1100 feriti.

Il 10 aprile 1994 la NATO bombardò le postazioni serbe. Al riguardo il comandante belga delle truppe ONU ivi dislocate, Francis Briquemont, scrisse nella sua relazione finale prima del richiamo dalla Bosnia: 
(Francis Briquemont)
Nell'assedio di Goražde, come a Srebrenica, l'ONU non è stata in grado né di proteggere la popolazione locale dagli attacchi serbi né di impedire operazioni militari bosniache provenienti dalla zona protetta. In quel periodo vi furono diverse manifestazioni anti-ONU e lo stesso sindaco di Goražde disse: Tanto valeva che la città l'aveste bombardata voi.

## Amministrazione

### Gemellaggi
- Sesto San Giovanni[3]